# Strings Of My Soul
『Strings Of My Soul』（ストリングス・オブ・マイ・ソウル）は、日本の音楽ユニット･B'zのギタリスト･松本孝弘の9作目のオリジナル・アルバム。2012年6月20日にHouse Of Stringsから発売され、2012年8月7日にラリー・カールトンの自主レーベル「335 Records」より、収録曲が異なる欧米盤が発売された。
配信限定でリリースされた「Live Life」についてもこの頁で説明する。

## 概要
「Larry Carlton&Tak Matsumoto」名義で発売したアルバム『TAKE YOUR PICK』から約2年ぶりとなり、「Tak Matsumoto」名義としては約10年ぶりとなるソロ・アルバムとなった。全13曲中10曲が過去に発表した楽曲をニューミックス、もしくはリマスタリングした楽曲になっており、いわばベスト・アルバム的な位置付けとも言える作品になっている。松本自身も本作について「ベスト的な選曲になりました」と述べると同時に、「結果的にはベスト・アルバムに見えるかもしれないが、そのつもりはなく、あくまで "新作" という意識で作りました」「"今の僕のベストを尽くした" という意味でのベスト盤」と述べている。
既発表曲はミックスだけではなく、ギターパートの追加や録り直しなども施されている。選曲の基準は、「ストーリー性を持つ美しいメロディーラインと独自のトーンを響かせる、ギター・インストゥルメンタル楽曲を集めた」としている。また選曲に関して、335 Recordsの社長であるロバート・ウィリアムズの協力もあり、欧米向きではないと判断された曲は収録曲から外したと松本は述べている。
プロデューサー・エンジニア・ミキサーとして、グラミー賞『最優秀ポップ・インストゥルメンタル・アルバム』の受賞経験を持つポール・ブラウンが参加しており、新曲「Live Life」などのミックスに携わっている。また、ラリー・カールトンが、「SUKIYAKI」の演奏に参加している。
本作はCDのみの通常盤と、CD+DVD付き初回限定盤の2種類でのパッケージ・リリースとなった。初回限定盤に付属されているDVDには、これまでに発表されたソロ作品のミュージック・ビデオ、未発表ライブ映像、さらに2004年7月にサントリーホールで開催された東京都交響楽団とのコラボレーション・ライブ『都響スペシャル Collaboration 2004 松本孝弘「華」』の映像など、全13曲、収録時間約62分の内容になっている。
B'zのアルバム『The 7th Blues』に収録されている同名で表記の異なる楽曲「Strings of My Soul」は、本作の音源には収録されていない。この点について松本は、「このアルバムタイトルとその楽曲はぜんぜん関係がないんです。」「言葉としてとても好きで、今回のアルバムの内容にも合っているなと思ったので、前からこのタイトルにすることに決めていたんです。」「同タイトルの曲自体も入れようとは考えましたが、今作にはうまく混じらないなと思ったんです。」と述べている。
第27回日本ゴールドディスク大賞にてインストゥルメンタル・アルバム・オブ・ザ・イヤーを受賞した。

## 収録曲

### 日本国内盤
1. #1090 千夢一夜(3:51)
  - 5thアルバム『華』収録曲。元々は2ndシングル「#1090 〜Thousand Dreams〜」のリメイク。中国語によるセリフ部分に、新しくギター・ソロが追加されている他、ギター・パートの音量が上げられている[10]。テレビ朝日系『ミュージックステーション』エンディングテーマ曲。
2. The Moment(3:37)
  - 原曲は、3rdシングル『THE CHANGING』のカップリング曲「ONE FOR THE ROAD」である。ガットギター・パートが録り直されている他、ポール・ブラウンの手によりキーボード・ソロも変更されている[10]。B'zの音楽映像作品『LIVE RIPPER』のエンドロールで流れている曲であり、そこで流れる写真のイメージから新たに命名された[11]。松本は、「今思えば「ONE FOR THE ROAD」は深く考えずに（中略）タイトルを付けてしまっていた」「『LIVE RIPPER』のエンドロールの中の「稲葉とマネージャーが並んで会話している後姿の写真」が印象に残っていて、そのイメージがタイトルになった」とのこと[11]。
3. Live Life(3:57)
  - 本作のために制作された新曲。インストゥルメンタルを集めた中で唯一ボーカル・パートがある楽曲であり、松本は「当初から1曲はボーカル楽曲を入れると決めていた」と語っている[5]。英語の歌詞を想定していたこともあって自身では歌わずに、曲のオケが完成した後は歌詞・歌手の選定等をすべてエンジニアのポールに一任する形で出来上がった[11][4]。
4. TRINITY(3:40)
  - 4thアルバム『西辺来龍 DRAGON FROM THE WEST』収録曲。フジテレビ系列『1999 F1グランプリ』エンディングテーマ。イントロが録り直されたのみであり、非の打ち所がないないほど完成度が高いと松本は述べている[10]。
5. BLUE(3:42)
  - 原曲は、5thアルバム『華』収録の「御堂筋BLUE」である。しかしタイトルは、7thアルバム『House Of Strings』収録時の「BLUE」が採用されている。ギター・ソロが新たなテイクとなっている他、ストリングスの音量が下げられている[10]。
6. 華(5:42)
  - 5thアルバム『華』収録曲。Dメロパートがすべて弾き直されている[10]。
7. 恋歌(4:08)
  - 5thアルバム『華』収録曲。後半のギター・ソロがすべて弾き直されている[10]。
8. sasanqua 〜 冬の陽(4:26)
  - B'zの5thミニアルバム『FRIENDS II』収録曲。ソロパート最後にハモリが乗せられただけであり、あまり手直ししようとは思わなかったと松本は述べている[10]。
9. THE WINGS(4:31)
  - 2007年公開の映画『俺は、君のためにこそ死ににいく』イメージソングとして製作された楽曲。本作で初音源化となった。B'zの43rdシングル「永遠の翼」のメロディが使用されている。元の音源と比較して、ガットギターを録り直した他、ギター・ソロではポールをフィーチャリングし、松本はハモリを担当した[10]。本来は別のギター・ソロを松本は用意していたのだが、ミックスを担当したポールの手により、彼自身のギター・ソロに置き換えられた。この点などを挙げ、彼との作業で一番戦った曲であると松本は述べている。一方で「それは結果的に、僕自身は気に入っています」とも語っている[11]。
10. SUKIYAKI featuring LARRY CARLTON(4:08)
  - 坂本九の楽曲「SUKIYAKI」（邦題「上を向いて歩こう」）のカバー。松本は「前からいつかカバーしたいと思っていた」と語っている。ラリー・カールトンと共演している。松本は「20年前だったら弾けなかった」「大事なのは、間とニュアンスと音色」「一度は歌ものとして取り組もうとしたが、インストゥルメンタルのほうがいいという結論に至った」と述べている[4][1]。
11. MY FAVORITE THINGS(3:51)
  - 8thアルバム『Theatre Of Strings』収録曲。元々はミュージカル『サウンド・オブ・ミュージック』挿入歌「私のお気に入り」のカバー。ギター・ソロが弾き直されている[10]。JR東海「そうだ 京都、行こう。 2003年 夏 平等院」編キャンペーンソング。
12. Romeo & Juliet(4:26)
  - 5thアルバム『華』収録曲。元々は1968年公開の映画『ロミオとジュリエット』テーマ音楽のカバー。松本は原曲を十数年ぶりに聴き直したところ、「昔のテイクが若すぎるというか、うるさすぎる」「やかましくて聴いていられない」ため、ほぼすべてのパートを録り直したという[10][4]。
13. 99(3:54)
  - 2ndアルバム『Wanna Go Home』収録曲。元々は1stアルバム『Thousand Wave』収録の「"99"」のリメイク。『Wanna Go Home』収録時からさらに曲の再構築がなされて、演奏時間が1分以上短縮されている。サビのギター・パートは、ハモリも含めてすべて弾き直されている[10]。

#### 特典DVD（初回限定盤のみ）
MUSIC VIDEO
1. THE CHANGING
  - PVは京都にある大覚寺にて撮影された。
2. SACRED FIELD
3. 恋歌
  - 音源は『華』収録時と同じものである。
4. OH JAPAN 〜OUR TIME IS NOW〜 (TMG)
5. いつかのメリークリスマス

B'z LIVE-GYM・未発表ライブ映像
1. Strings of My Soul (B'z LIVE-GYM '93 "RUN")
2. Romeo & Juliet (B'z LIVE-GYM Pleasure'97 "FIREBALL")

都響スペシャル Collaboration 2004 松本孝弘「華」
1. SACRED FIELD〜RED SUN〜GO FURTHER
2. BLUE
3. 恋歌
4. #1090
5. 華
6. Strings of My Soul

### 欧米盤
1. The Moment
2. Live Life
3. TRINITY
4. BLUE
5. Hana 華
6. Koi-Uta 恋歌
7. sasanqua 〜 Winter Sun
8. THE WINGS
9. SUKIYAKI
10. MY FAVORITE THINGS
11. Romeo & Juliet

## タイアップ
- 東映系映画『俺は、君のためにこそ死ににいく』イメージソング(#9)

## クレジット
- 松本孝弘：ギター、作曲（#1-9.13）、全曲編曲
- DAX REYNOSA：作詞（#3）
- ポール・ブラウン：作詞（#3）、編曲（#2.3）、ミックス（#2.3.5.6.9）
- 中村八大：作曲（#10）
- 永六輔：作詞（#10）
- リチャード・ロジャース：作曲（#11）
- オスカー・ハマースタイン2世：作詞（#11）
- ニーノ・ロータ：作曲（#12）
- 徳永暁人：編曲（#1.7.9）
- 寺地秀行：編曲（#2.3.6.10.13）
- 池田大介：編曲（#2.4.6.8.11.12）
- t2o：編曲（#7）
- 葉山たけし：編曲（#13）
- 明石昌夫：編曲（#13）
- 小林廣行：ミックス（#1.4.7.8.10-13）

## レコーディング参加ミュージシャン
- 松本孝弘：ギター
- ラリー・カールトン：ギター （#10）
- ポール・ブラウン：パーカッション(#2)・ギター（#9）
- SAM DRYSDALE：ボーカル（#3）
- DAX REYNOSA：バックボーカル（#3）
- 徳永暁人：ベース（#1）
- バカボン鈴木：ベース（#2.4.5.6.）
- ROBERTO VALLY：ベース（#3）
- 中村“キタロー”幸司：ベース（#8）
- 納浩一：ベース（#10）
- SEAN HURLEY：ベース（#9）
- 和泉宏隆：ピアノ（#1）
- 小野塚晃（DIMENSION）：ピアノ（#4.6.8.9.10.11.12）・オルガン(#5)・エレクトリックピアノ(#8)
- MARCO BASCI：オルガン(#2)・エレクトリックピアノ（#3）
- 山木秀夫：ドラム（#2.4.5.6.8.10）
- RICKY LAWSON：ドラム（#3）
- JOSH FREESE：ドラム（#9）
- VICTOR REYES：サクソフォーン（#3）
- 勝田一樹（DIMENSION）：サクソフォーン（#10）
- JEFF LEWIS：トランペット（#3）
- 小林太：トランペット（#10）
- 遠山拓志：トランペット（#10）
- 野村裕幸：トロンボーン（#10）
- 篠崎Strings：ストリングス（#4.5.6.7.8.11）
- TAMA MUSIC STRINGS：ストリングス（#9）
- 日色 Strings：ストリングス（#12）
- LIOU CHIN-LING：ボイス（#1）
- ふるかわ魔法：コーラス（#7）
- スティーヴ・ヴァイ：ボイス（#12）
- JOEY McCOY：コーラス（#13）
- JERRY HEY：ホーン・アレンジメント（#3）

## 配信限定シングル『Live Life』
2013年1月16日に「Live Life」（リヴ・ライフ）が、『Strings Of My Soul』からのシングルカット作品として配信限定でリリースされた。
アルバム『Strings Of My Soul』が日本で配信されることに伴うリリースで、松本にとってソロ・プロジェクトでのシングルリリースは、「TAK MATSUMOTO featuring 倉木麻衣」名義で発売した『イミテイション・ゴールド』以来およそ9年ぶりであり、松本の単独名義としては『THE CHANGING』以来およそ14年ぶりとなった。また、配信限定で発売する形を取るのは今回が初めてのことである。ジャケットはアルバム『Strings Of My Soul』の色違いが使用されている。
1. Live Life -Instrumental-(3:37)
  - 初音源化となるインストゥルメンタル・トラック。ギターのメロディーが新たに追加されている。
2. Live Life -Vocal-(3:57)
  - 『Strings Of My Soul』収録曲と同じ。